# 미국재대만협회 가오슝 분처

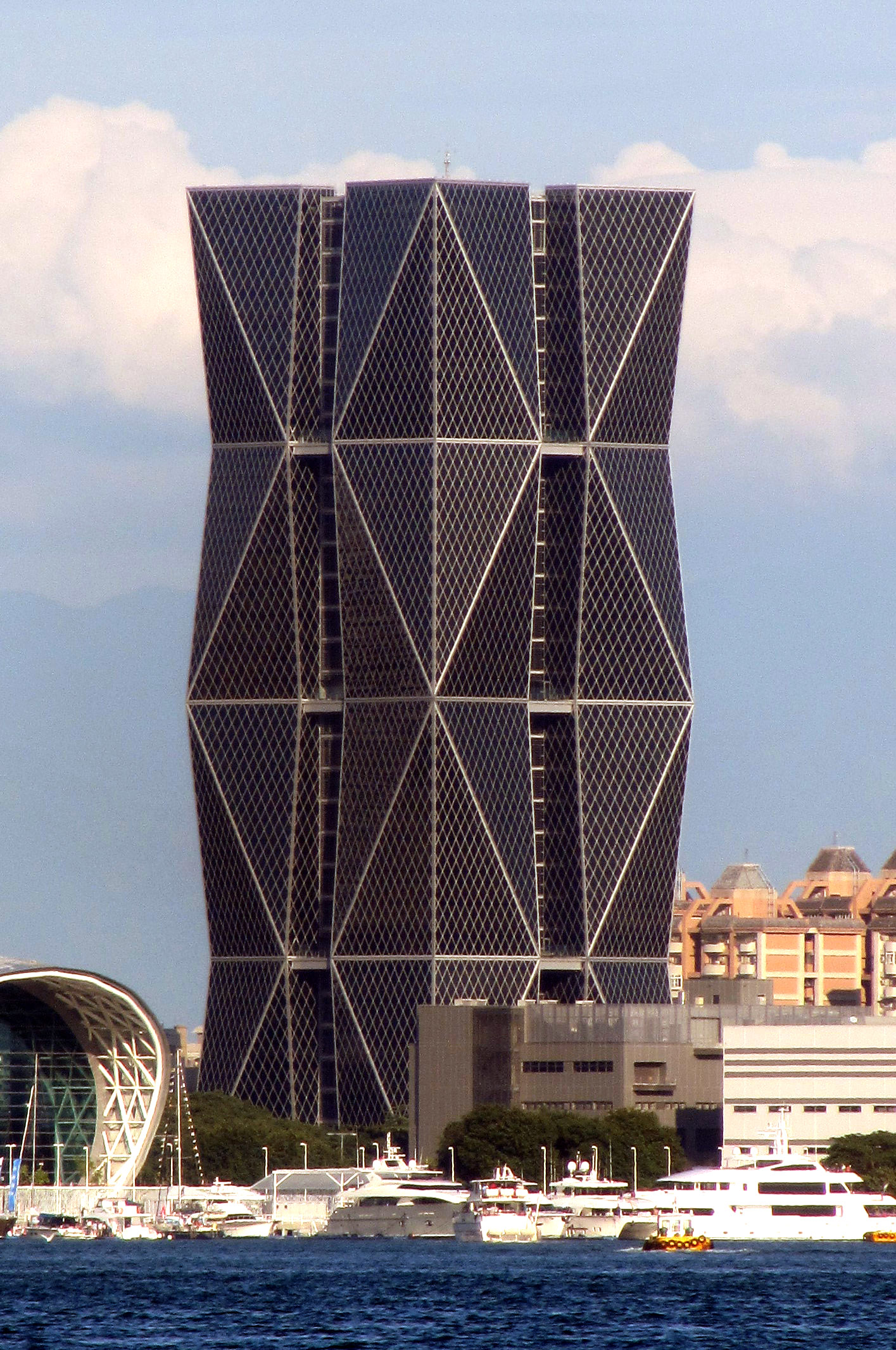
미국재대만협회 가오슝 분처가 입주한 중국강철공사 본부 빌딩

미국재대만협회 가오슝 분처(영어: American Institute in Taiwan Kaohsiung Branch Office, 약칭 AIT/K, 중국어: 美國在台協會高雄分處)는 대만 가오슝시에 위치한 미국재대만협회 산하 공관이다. 미국의 《대만관계법》에 따라 미국 의회의 감독을 받고 있다. 총영사에 해당하는 분처의 수장은 분처 처장(Branch Chief, 分處處長)이라고 호칭한다. 미국 의회 연구소 보고서에 의하면 미국재대만협회 가오슝 분처의 인원은 2017년을 기준으로 약 40명이었고 그 중 10명이 미국 국적을 가진 직원이다.

## 영사 관할 구역
미국재대만협회 가오슝 분처의 영사 관할 구역은 대만 남부의 가오슝시, 타이난시, 자이시, 자이현, 핑둥현, 펑후현, 타이둥현이다. 이 구역의 면적은 대만의 1/3에 해당하고 인구는 600만명 정도이고 그 중 미국 국민은 6천여명이 포함되어 있다.

## 같이 보기
- 미국재대만협회
- 일본대만교류협회
- 일본대만교류협회 가오슝 사무소